# Herrenkogel
Der Herrenkogel (1642 m) ist ein Gipfel der Hochalpe (Hochalm) in der Steiermark.

## Lage und Umgebung
Der Herrenkogel ist der zweithöchste Gipfel eines West-Ost verlaufenden Bergrückens am Nordende der Gleinalpe, der gemeinhin als Hochalpe bzw. Hochalm bezeichnet wird. Er ist eng mit dem um einen Meter höheren Wetterkogel (1643 m) im Westen verbunden, nur ein flacher Sattel (1598 m) trennt die beiden Gipfel. An der Nordseite fällt der Herrenkogel recht steil zum Utschgraben ab, nach Süden zum Gamsgraben. Nach Nordosten fällt der Rücken der Hochalm wellig bis zu einer Kuppe namens Bei den drei Pfarren ab. Auf dem besagten Rücken verläuft die Grenze zwischen den Bezirken Bruck-Mürzzuschlag und Leoben bzw. Graz-Umgebung. Die Grenzen der drei Bezirke treffen sich an einer namenlosen Kuppe zwischen Herrenkogel und den Drei Pfarren.
Der Herrenkogel hat keinen ausgeprägten Gipfel und nur ein improvisiertes Gipfelkreuz an einem Windschutz aus Trockenmauerwerk.

## Wege
Der Zentralalpenweg läuft, von den Drei Pfarren im Osten kommend, über den Gipfel des Herrenkogels und trifft am Sattel zwischen Herrenkogel und Wetterkogel auf den vom Trasattel im Norden kommenden Nord-Süd-Weitwanderweg (und damit auch der Europäische Fernwanderweg E6). Die Wege laufen anschließend gemeinsam weiter über den Gipfel des Wetterkogels.

Galerie
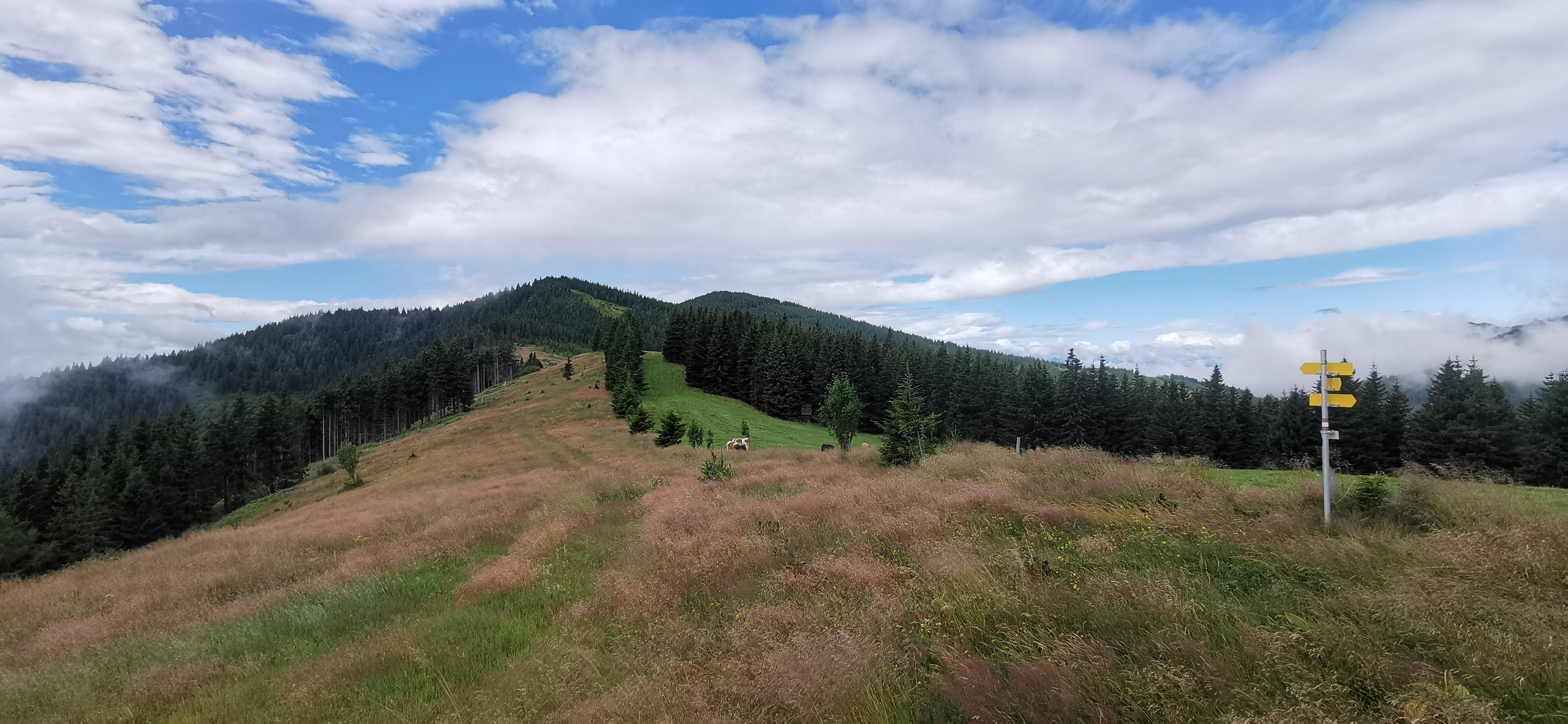
Blick von den Drei Pfarren auf den Ostrücken des Herrenkogels
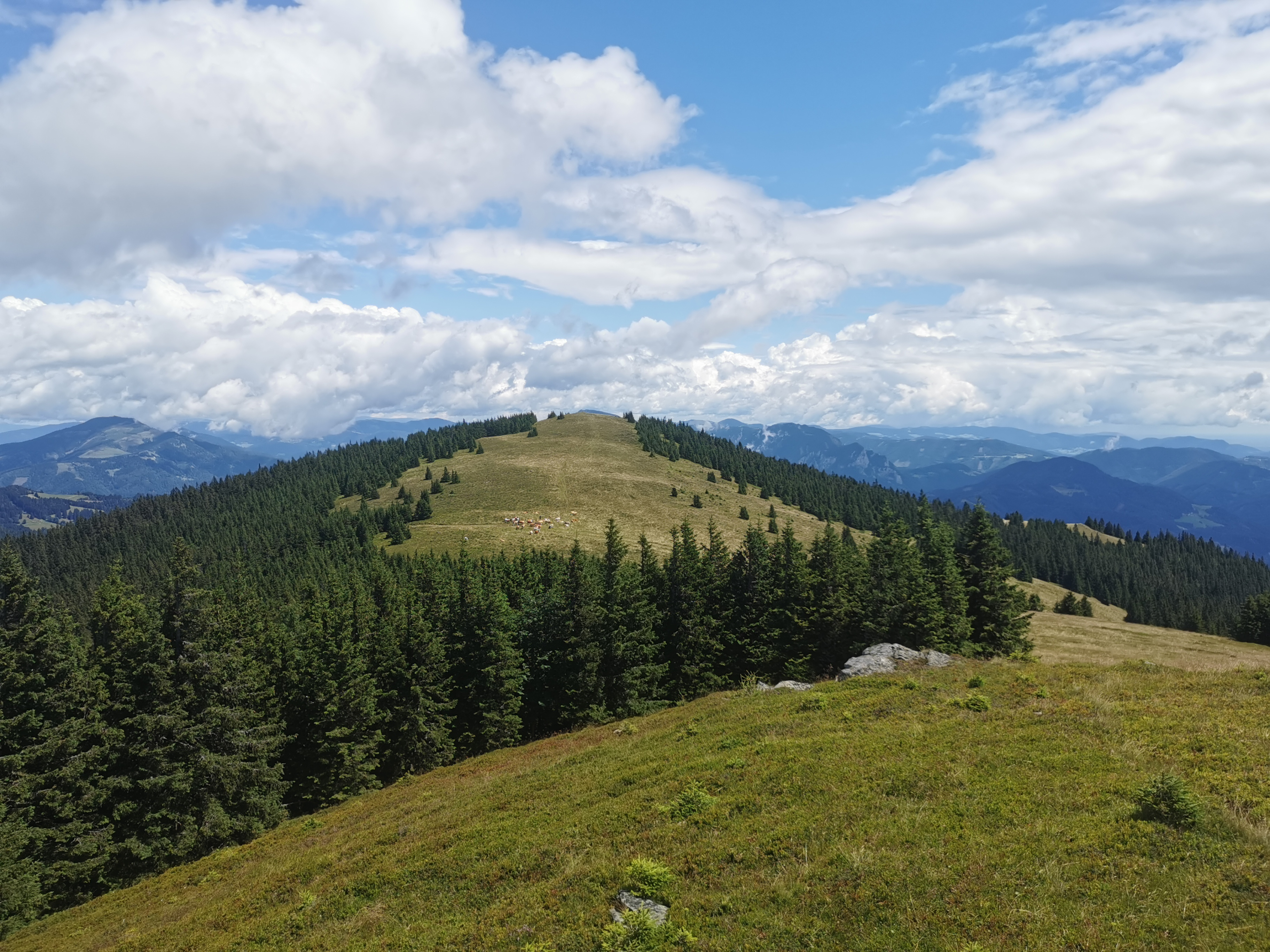
Blick vom Wetterkogel auf den Herrenkogel
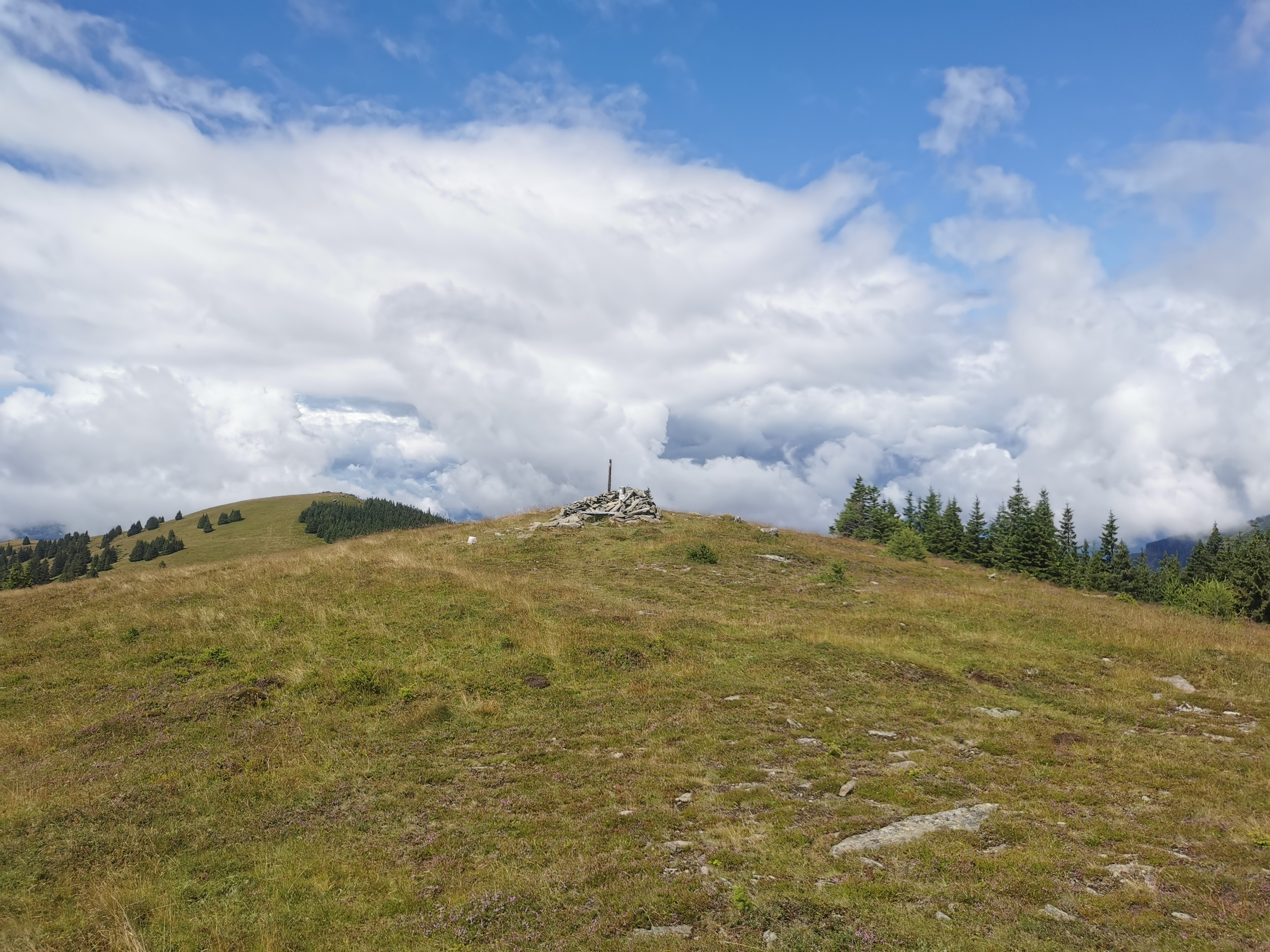
Gipfelbereich des Herrenkogels, links im Hintergrund der Wetterkogel
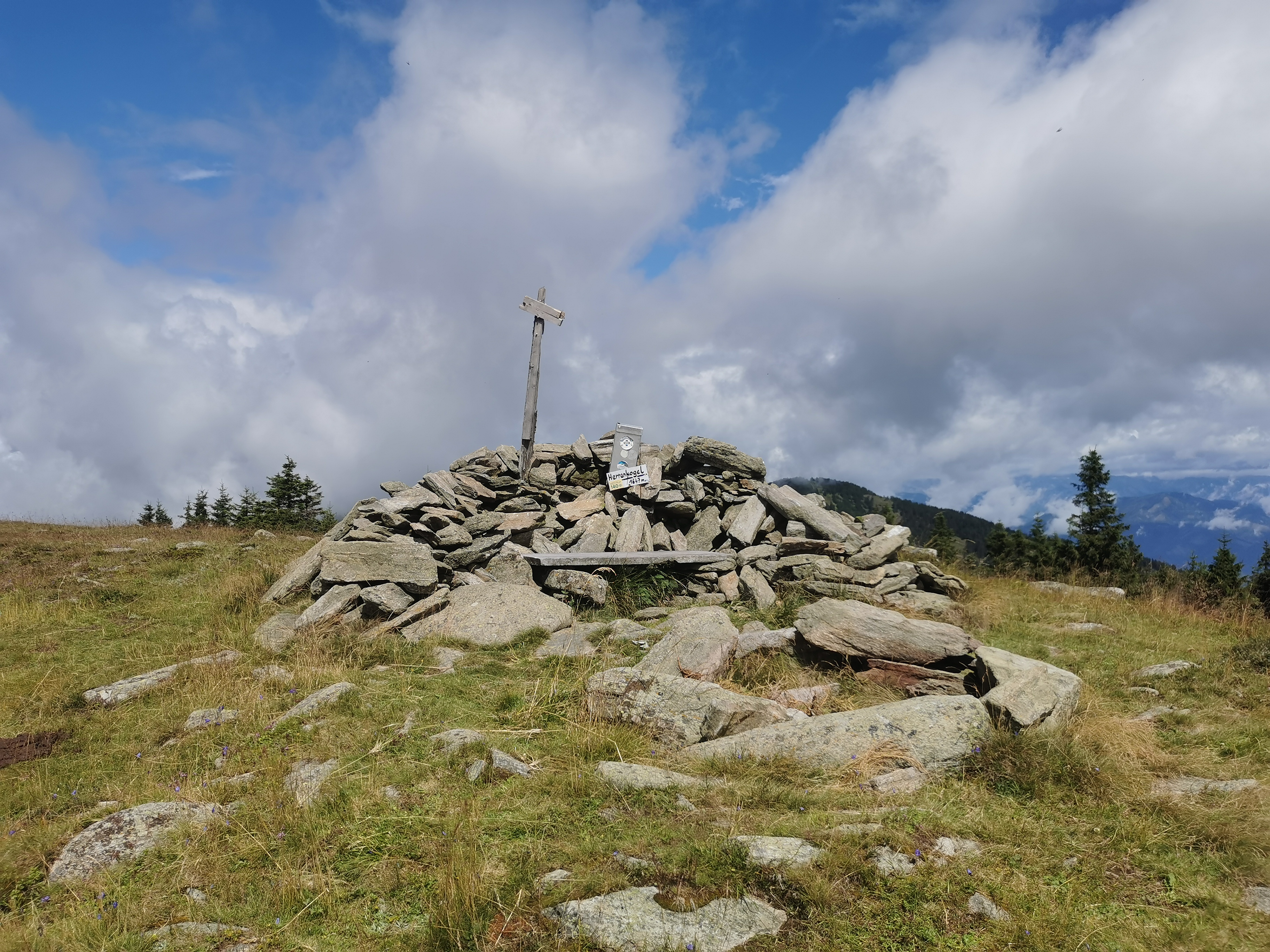
Windschutz mit Holzkreuz und Stahlkassette für ein Gipfelbuch am Herrenkogel